# Marele Premiu al Principatului Monaco din 2019
Marele Premiu al Principatului Monaco din 2019 (cunoscut oficial ca Formula 1 Grand Prix de Monaco 2019) a fost o cursă auto de Formula 1 ce s-a desfășurat pe 26 mai 2019 la Monte Carlo, Monaco. Cursa a fost cea de-a șasea etapă a Campionatului Mondial de Formula 1 din 2019, fiind pentru a șaizeci și șasea oară când s-a desfășurat o etapă de Formula 1 în Monaco.

## Calificări
Calificările au avut loc pe 25 mai 2019 începând cu ora locală 15:00 (UTC+2), ora 16:00 EEST.
| Poz.                  | Nr. | Pilot              | Constructor               | Timpi calificări | Timpi calificări | Timpi calificări | Grila finală |
| Poz.                  | Nr. | Pilot              | Constructor               | Q1               | Q2               | Q3               | Grila finală |
| --------------------- | --- | ------------------ | ------------------------- | ---------------- | ---------------- | ---------------- | ------------ |
| 1                     | 44  | Lewis Hamilton     | Mercedes                  | 1:11.542         | 1:10.835         | 1:10.166         | 1            |
| 2                     | 77  | Valtteri Bottas    | Mercedes                  | 1:11.562         | 1:10.701         | 1:10.252         | 2            |
| 3                     | 33  | Max Verstappen     | Red Bull Racing-Honda     | 1:11.597         | 1:10.618         | 1:10.641         | 3            |
| 4                     | 5   | Sebastian Vettel   | Ferrari                   | 1:11.434         | 1:11.227         | 1:10.947         | 4            |
| 5                     | 10  | Pierre Gasly       | Red Bull Racing-Honda     | 1:11.740         | 1:11.457         | 1:11.041         | 8            |
| 6                     | 20  | Kevin Magnussen    | Haas-Ferrari              | 1:11.865         | 1:11.363         | 1:11.109         | 5            |
| 7                     | 3   | Daniel Ricciardo   | Renault                   | 1:11.767         | 1:11.543         | 1:11.218         | 6            |
| 8                     | 26  | Daniil Kveat       | Scuderia Toro Rosso-Honda | 1:11.602         | 1:11.412         | 1:11.271         | 7            |
| 9                     | 55  | Carlos Sainz Jr.   | McLaren-Renault           | 1:11.872         | 1:11.608         | 1:11.417         | 9            |
| 10                    | 23  | Alexander Albon    | Scuderia Toro Rosso-Honda | 1:12.007         | 1:11.429         | 1:11.653         | 10           |
| 11                    | 27  | Nico Hülkenberg    | Renault                   | 1:12.097         | 1:11.670         | N/A              | 11           |
| 12                    | 4   | Lando Norris       | McLaren-Renault           | 1:11.845         | 1:11.724         | N/A              | 12           |
| 13                    | 8   | Romain Grosjean    | Haas-Ferrari              | 1:11.837         | 1:12.027         | N/A              | 13           |
| 14                    | 7   | Kimi Räikkönen     | Alfa Romeo Racing-Ferrari | 1:11.993         | 1:12.115         | N/A              | 14           |
| 15                    | 99  | Antonio Giovinazzi | Alfa Romeo Racing-Ferrari | 1:11.976         | 1:12.185         | N/A              | 18           |
| 16                    | 16  | Charles Leclerc    | Ferrari                   | 1:12.149         | N/A              | N/A              | 15           |
| 17                    | 11  | Sergio Pérez       | Racing Point-BWT Mercedes | 1:12.233         | N/A              | N/A              | 16           |
| 18                    | 18  | Lance Stroll       | Racing Point-BWT Mercedes | 1:12.846         | N/A              | N/A              | 17           |
| 19                    | 63  | George Russell     | Williams-Mercedes         | 1:13.477         | N/A              | N/A              | 19           |
| 20                    | 88  | Robert Kubica      | Williams-Mercedes         | 1:13.751         | N/A              | N/A              | 20           |
| Regula 107%: 1:16.434 |     |                    |                           |                  |                  |                  |              |
| Sursa:                |     |                    |                           |                  |                  |                  |              |

Note
- ^1 – Pierre Gasly a primit o penalizare de 3 locuri pe grila de start pentru că a împedicat alți piloți în timpul calificărilor.
- ^2 – Antonio Giovinazzi a primit o penalizare de 3 locuri pe grila de start pentru că a împedicat alți piloți în timpul calificărilor.

## Cursa
Cursa a avut loc pe 26 mai 2019, începând cu ora locală 15:00 (UTC+2), ora 16:00 EEST, și a durat 78 de tururi.
| Poz.                                                                          | Nr. | Pilot              | Constructor               | Tururi | Timp/Retras | Puncte |
| ----------------------------------------------------------------------------- | --- | ------------------ | ------------------------- | ------ | ----------- | ------ |
| 1                                                                             | 44  | Lewis Hamilton     | Mercedes                  | 78     | 1:43:28,437 | 25     |
| 2                                                                             | 5   | Sebastian Vettel   | Ferrari                   | 78     | +2,602s     | 18     |
| 3                                                                             | 77  | Valtteri Bottas    | Mercedes                  | 78     | +3,162s     | 15     |
| 4                                                                             | 33  | Max Verstappen     | Red Bull Racing-Honda     | 78     | +5,537s     | 12     |
| 5                                                                             | 10  | Pierre Gasly       | Red Bull Racing-Honda     | 78     | +9,946s     | 11     |
| 6                                                                             | 55  | Carlos Sainz Jr.   | McLaren-Renault           | 78     | +53,454s    | 8      |
| 7                                                                             | 26  | Daniil Kveat       | Scuderia Toro Rosso-Honda | 78     | +54,574s    | 6      |
| 8                                                                             | 23  | Alexander Albon    | Scuderia Toro Rosso-Honda | 78     | +55,200s    | 4      |
| 9                                                                             | 3   | Daniel Ricciardo   | Renault                   | 78     | +60,894s    | 2      |
| 10                                                                            | 8   | Romain Grosjean    | Haas-Ferrari              | 78     | +61,034s    | 1      |
| 11                                                                            | 4   | Lando Norris       | McLaren-Renault           | 78     | +66,801s    |        |
| 12                                                                            | 11  | Sergio Pérez       | Racing Point-BWT Mercedes | 77     | +1 tur      |        |
| 13                                                                            | 27  | Nico Hülkenberg    | Renault                   | 77     | +1 tur      |        |
| 14                                                                            | 20  | Kevin Magnussen    | Haas-Ferrari              | 77     | +1 tur      |        |
| 15                                                                            | 63  | George Russell     | Williams-Mercedes         | 77     | +1 tur      |        |
| 16                                                                            | 18  | Lance Stroll       | Racing Point-BWT Mercedes | 77     | +1 tur      |        |
| 17                                                                            | 7   | Kimi Räikkönen     | Alfa Romeo Racing-Ferrari | 77     | +1 tur      |        |
| 18                                                                            | 88  | Robert Kubica      | Williams-Mercedes         | 77     | +1 tur      |        |
| 19                                                                            | 99  | Antonio Giovinazzi | Alfa Romeo Racing-Ferrari | 76     | +2 tururi   |        |
| Ab                                                                            | 16  | Charles Leclerc    | Scuderia Ferrari          | 16     | Accident    |        |
| Cel mai rapid tur: Pierre Gasly (Red Bull Racing-Honda) – 1:14.279 (turul 72) |     |                    |                           |        |             |        |
| Sursa:                                                                        |     |                    |                           |        |             |        |

Note
- ^3 – Max Verstappen a primit o penalizare de 5 secunde pentru plecare nesigură de la boxe.
- ^4 - Romain Grosjean a primit o penalizare de 5 secunde pentru călcarea liniei de la boxe.
- ^5 ^6 - Kevin Magnussen și Lance Stroll au primit câte o penalizare de 5 secunde pentru părăsirea pistei și câștigarea unui avantaj.

## Clasamentele campionatelor după cursă
|   | Poz. | Pilot            | Puncte |
| - | ---- | ---------------- | ------ |
|   | 1    | Lewis Hamilton   | 137    |
|   | 2    | Valtteri Bottas  | 120    |
| 1 | 3    | Sebastian Vettel | 82     |
| 1 | 4    | Max Verstappen   | 78     |
|   | 5    | Charles Leclerc  | 57     |

|  | Poz. | Constructor               | Puncte |
|  | ---- | ------------------------- | ------ |
|  | 1    | Mercedes                  | 257    |
|  | 2    | Ferrari                   | 139    |
|  | 3    | Red Bull Racing-Honda     | 110    |
|  | 4    | McLaren-Renault           | 30     |
|  | 5    | Racing Point-BWT Mercedes | 17     |

- Notă: În ambele clasamente sunt prezentate doar primele cinci locuri.